# Classe Centaur
La classe Centaur è stata l'ultima categoria di portaerei convenzionali della Royal Navy. La costruzione di queste unità, classificate portaerei leggere venne avviata alla fine della seconda guerra mondiale.
Originariamente le unità previste erano otto, ma con la fine delle ostilità, la costruzione di tutte le navi venne sospesa e per quattro unità Monmouth, Polyphemus, Arrogant ed Hermes annullata definitivamente. Le quattro navi restanti rimasero incompiute per circa un decennio e prima che riprendessero i lavori di completamento vennero allestite le restanti portaerei della Classe Colossus e ella Classe Majestic.
La portaerei HMS Centaur fu la prima ad essere completata, entrando in servizio nel 1954. La nave aveva un ponte di volo assiale ed è quindi inadatto per il decollo dei nuovi aerei a reazione che avevano rapidamente soppiantato gli aeromobili a motore. La nave pertanto tra il 1956 e il 1958 venne sottoposta a lavori di ammodernamento che hanno visto il ponte di volo ricostruito con un'angolazione di 6° e l'installazione di una nuova catapulta.
Nel corso del 1954 sono entrate in servizio anche HMS Albion e HMS Bulwark che sarebbe stata trasformata un decennio dopo in portaelicotteri d'assalto anfibio.
L'ultima ad entrare in servizio nel 1952 fu la portaerei Elephant che durante la costruzione venne ribattezzata Hermes. La nave dopo aver preso parte nel 1982 alla guerra delle Falkland in cui era il fulcro della forza navale inglese impegnata nella riconquista delle isole Falkland, venne messa in riserva nel febbraio 1984 e rivenduta nel 1986 all'India; ribattezzata Viraat è stata più volte riammodernata durante il servizio nella Indian Navy,  radiata nel 2017 e demolita nel 2020.

## Unità
Royal Navy
- Albion
- Bulwark
- Centaur
- Hermes

 Indian Navy
- Viraat (ex-Hermes)